# Saint-Romans-des-Champs
Saint-Romans-des-Champs é uma comuna francesa na região administrativa da Nova Aquitânia, no departamento de Deux-Sèvres. Estende-se por uma área de 4,1 km². Em 2010 a comuna tinha 173 habitantes (densidade: 42,2 hab./km²).